# Tolmin
Tolmin (njemački:Tolmein, talijanski: Tolmino) je grad i središte istoimene općine u zapadnoj Sloveniji. 

## Zemljopis
Tolmin se nalazi u blizini granice s Italijom u pokrajini Primorskoj i statističkoj regiji Goriškoj. Grad se nalazi između rijeke Soče i Tolminke, ispod južnih padina Julijanskih Alpa na nadmorskoj visina od 201 m. te Soške doline, Baške grape i Idrijske doline.

## Stanovištvo
Prema popisu stanovništva iz 2002. godine Tolmin je imao 3.737 stanovnika.

## Vanjske poveznice
- Službena stranica općine
- Satelitska snimka grada  Arhivirana inačica izvorne stranice od 29. srpnja 2017. (Wayback Machine)